# U 860
U 860 war ein deutsches Unterseeboot vom großen Typ Typ IX D2, ein sogenanntes „Ozeanboot“, das im Zweiten Weltkrieg von der Kriegsmarine eingesetzt wurde. Es sollte mit den Booten der Gruppe Monsun im Indischen Ozean und vor der afrikanischen Ostküste operieren, wurde aber bei der Anfahrt in das Operationsgebiet versenkt.

## Bau und technische Daten
Die Bremer Werft der Deutschen Schiff- und Maschinenbau Aktiengesellschaft, kurz Deschimag war bereits seit 1934 – damals noch unter Umgehung der Bestimmungen des Versailler Vertrages – mit dem Bau von U-Booten beauftragt. Nach Kriegsbeginn wurden die Kapazitäten der AG Weser hauptsächlich mit dem Bau von U-Booten für die Kriegsmarine ausgelastet. Alle 28 Boote des „Ozeanboot“ genannten großen Typs IX D2 wurden hier gebaut. U 860 gehörte zum neunten Bauauftrag, der nach Kriegsbeginn an diese Werft erging. Das U-Boot verdrängte über Wasser 1616 t und im getauchten Zustand 1804 t, war 87,58 m lang, 7,5 m breit und hatte einen Tiefgang von 5,35 m. Bei Überwasserfahrt gewährleisteten die insgesamt 5400 PS starken Dieselmotoren eine Höchstgeschwindigkeit von 19 kn, was 35,7 km/h entspricht. Bei Unterwasserfahrt trieben die insgesamt 1100 PS der zwei Elektromotoren das Boot zu einer Höchstgeschwindigkeit von 6,9 kn an – das sind 12,8 km/h. Bei einer durchschnittlichen Marschgeschwindigkeit von 4 kn hatte ein IX D2-Boot bei Unterwasserfahrt eine Reichweite von 57 sm, das sind 105,6 km. IX D2-Boote waren mit 24 Torpedos bewaffnet, die aus 4 Bug- und 2 Heck-Torpedorohren ausgestoßen werden konnten. Albert Speer war Taufpate des Bootes. In Anspielung auf seinen Namen wurde eine gepanzerte Faust, die einen Speer aus dem Wasser reckt, zum Emblem von U 860. Korvettenkapitän Paul Büchel stellte U 860 am 12. August 1943 in Dienst.

## Flottillenzugehörigkeit
U 860 gehörte bis zum 31. März 1944 zu der 4. U-Flottille, einer in Stettin stationierten Ausbildungsflottille. Kommandant Büchel unternahm in dieser Zeit Ausbildungsfahrten in der Ostsee zum Einfahren des Bootes und zum Training der Besatzung. Am 1. April 1944 wurde das Boot der 12. U-Flottille zugeteilt, die in Bordeaux stationiert war und zu der alle Fern-U-Boote gehörten, die zum Einsatz im südostasiatischen Seegebiet vorgesehen waren.

## Einsatz

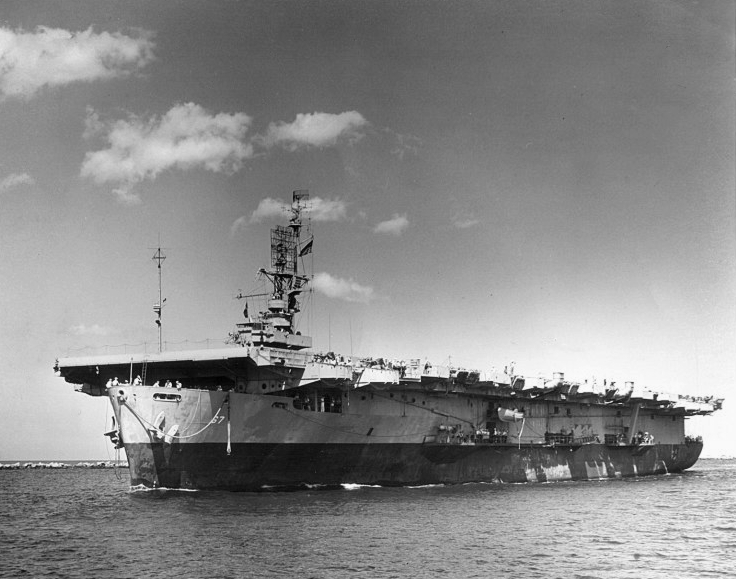
Flugzeuge der USS Solomons versenkten U 860

U 860 lief am 11. April 1944 von Kiel zu seiner einzigen Unternehmung aus. Das Boot sollte Penang in Malaysia anlaufen, wo die U-Boote der Gruppe Monsun von einem improvisierten U-Boot-Stützpunkt aus gegen die alliierten Schiffe in diesem Seegebiet vorgingen. Zudem hatte das Boot eine Ladung Quecksilber an Bord, die für die japanischen Verbündeten bestimmt war. U 860 passierte wenige Tage nach dem Auslaufen das Skagerrak, lief weit nördlich um das britisch kontrollierte Seegebiet herum und wandte sich bei Island in Richtung Süden. Mitte Mai passierte U 860 die Azoren und Ende des Monats befand sich das Boot westlich von Sierra Leone im Südatlantik.

## Untergang
Am 15. Juni 1944 befand sich U 860 westlich der Lüderitzbucht, als das Boot von mehreren Avenger-Torpedoflugzeugen und Wildcat-Jagdflugzeugen des Flugzeugträgers USS Solomons angegriffen wurde. Es gelang der Besatzung von U 860 zwei der Angreifer abzuschießen, dann sank das Boot durch mehrere Wasserbombentreffer. Kommandant Büchel und 21 Mann der Besatzung wurden wenige Stunden später von dem US-amerikanischen Zerstörer USS Straub aufgenommen und gerieten in Kriegsgefangenschaft.